# Sue Lloyd-Roberts
Susan Ann (Sue) Lloyd-Roberts CBE, née le 27 octobre 1950 à Londres et décédée le 13 octobre 2015 dans la même ville, est une journaliste de télévision, reporter de la BBC. 

## Carrière
Sue Lloyd-Roberts est la fille de George Charles Lloyd-Roberts, chirurgien orthopédique et de Catherine, née Wright. Elle fait ses études secondaires à la Francis Holland School, et au Cheltenham Ladies' College, puis elle obtient une bourse pour le St Hilda's College à Oxford où elle étudie de 1970 à 1973. 
Elle est journaliste de la chaîne ITN de 1974 à 1985, puis elle travaille pour la BBC de 1992 à 2015. Elle est se lie d'amitié avec le prince de Galles, au travers de leur commun soutien au Dalaï-lama.
Elle devient l'une des premières femmes grands reporters de la chaine. Elle couvre principalement des zones de guerre et enquête sur la violation des droits de l'homme dans de nombreux pays fermés aux enquêtes journalistiques, notamment la Chine, où elle s'intéresse aux prélèvements d'organes sur les condamnés, aux ventes d'enfants dans des orphelinats roumains, la Syrie, ou encore la Corée du Nord et Myanmar.
En 2015, elle est atteinte d'une leucémie myéloïde aiguë, et malgré un don de moelle épinière, elle meurt des suites d'une complication à l'issue de la transplantation, au University College Hospital de Londres, le 13 octobre de la même année.

## Distinctions
- 1995 : European Women of Achievement Award, European Union of Women (EUW), Londres
- 2002 : Membre de l'ordre de l'Empire Britannique, New Year Honours for services to broadcast journalism
- 2011 : Emmy Award pour son reportage Inside the North Korean Bubble[1]
- 2013 : Commandeur de l'ordre de l'Empire britannique pour service rendu au journalisme (MBE en 2002)[1]